# Elecciones vicepresidenciales de Guatemala de septiembre de 2015
La designación vicepresidencial de Guatemala de septiembre de 2015 se llevó a cabo el 16 de septiembre de 2015. Fue una elección extraordinaria e indirecta para reemplazar el puesto de Vicepresidente de Guatemala que había quedado vacante por la renuncia de Otto Pérez Molina como presidente y el ascenso de Alejandro Maldonado como presidente, tras la crisis que se creó por el descubrimiento del Caso de La Línea el 16 de abril del mismo año; situación que invoca al artículo 189 de la Constitución de Guatemala.
El vicepresidente Maldonado Aguirre —electo también por los diputados para sustituir a Roxana Baldetti— fue juramentado constitucionalmente para reemplazar a Otto Pérez Molina, Maldonado juramentó al cargo el 3 de septiembre e inmediatamente presentó su terna para ocupar la vicepresidencia, por lo que los diputados del Congreso votaron por la terna de Maldonado, eligiendo a Alfonso Fuentes como vicepresidente de Guatemala.

## Antecedentes
El 21 de agosto de 2015 la Comisión Internacional Contra la Impunidad en Guatemala y el Ministerio Público giraron una orden de captura contra la exvicepresidente Roxana Baldetti y una solicitud de antejuicio contra el presidente Otto Pérez por los delitos de cohecho pasivo, asociación ilícita y caso especial de defraudación aduanera. En la conferencia de prensa que ambas entidades dieron ese mismo día, informaron que evidencias obtenidas durante los operativos del 16 de abril demostraron que Juan Carlos Monzón ―exsecretario privado de la exvicepresidenta― no era el líder de la red de defraudación aduanera llamada «La Línea», sino que lo habrían sido el presidente y la exvicepresidenta; es más, sugirieron que ambos habrían estado involucrados en la red desde antes de ser electos como gobernantes.
El 2 de septiembre de 2015 renunció a la Presidencia de la República luego de ser desaforado por el Congreso un día antes, y el 3 de septiembre se presentó a la Torre de Tribunales para enfrentar su primera audiencia por el caso de La Línea.
El artículo 189 fue invocado luego de que el Congreso aceptara la renuncia de Pérez Molina, siendo designado constitucionalmente Alejandro Maldonado Aguirre, vicepresidente de la República para sustituir a Pérez Molina, el 3 de septiembre mismo, Maldonado juramentó como nuevo presidente de Guatemala, y ese mismo día presentó su terna para designar al nuevo vicepresidente que culminaría el periodo para el que Pérez y Baldetti fueron elegidos. Nominó a Alfonso Fuentes Soria, Raquel Zelaya y Gabriel Medrano. Zelaya era la preferida por los diputados para ser electa Vicepresidenta, pero el 16 de septiembre, el día de la votación, el Congreso se inclinó por Fuentes Soria derrotando a Zelaya. Fuentes fue juramentado el 16 de septiembre.

## Candidatos
- Juan Alfonso Fuentes Soria: Rector de Universidad de San Carlos de Guatemala de 1990-1994. Independiente.
- Raquel Zelaya Rosales: Presidenta de la Junta Directiva de la Asociación de Investigación y Estudios Sociales 1986-1997 2000-2012, miembro del Consejo de Estado 1982-1983, ministra de Finanzas de 1991-1993, Comisionada Presidencial Negociadora de los Acuerdos de Paz,  marzo-diciembre de 1996, Coordinadora de la Comisión de Acompañamiento de los Acuerdos de Paz de 1997-1999, Secretaria de la Paz de marzo de 1997 a enero del 2000, miembro del Consejo Consultivo del Fondo de Consolidación de la PAZ de la ONU, 2009-2011. Independiente.
- Gabriel Antonio Medrano Valenzuela: Presidente del Organismo Judicial de Guatemala de 2009-2014. Independiente.

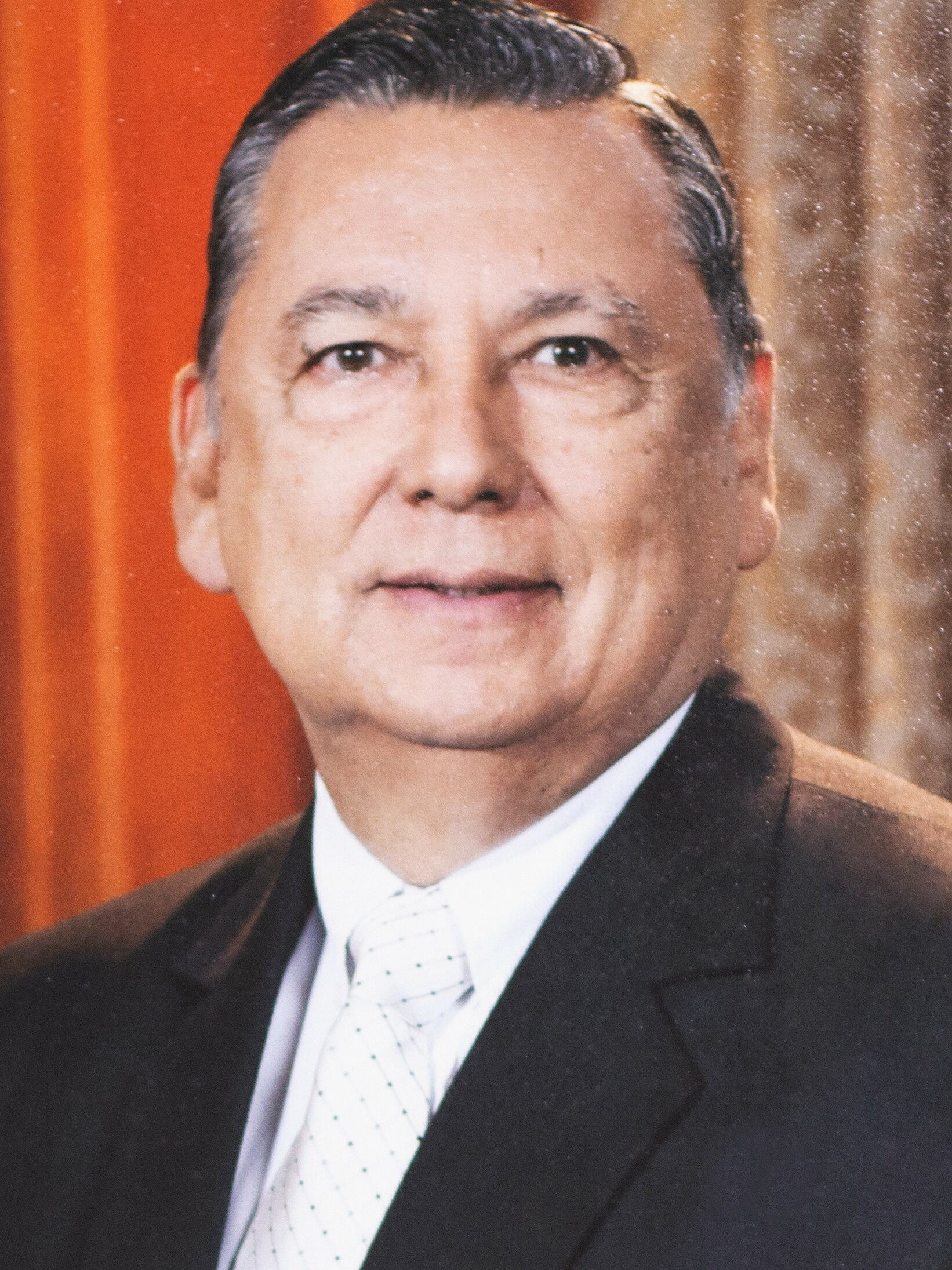
Alfonso Fuentes, rector de la USAC de 1990-1994
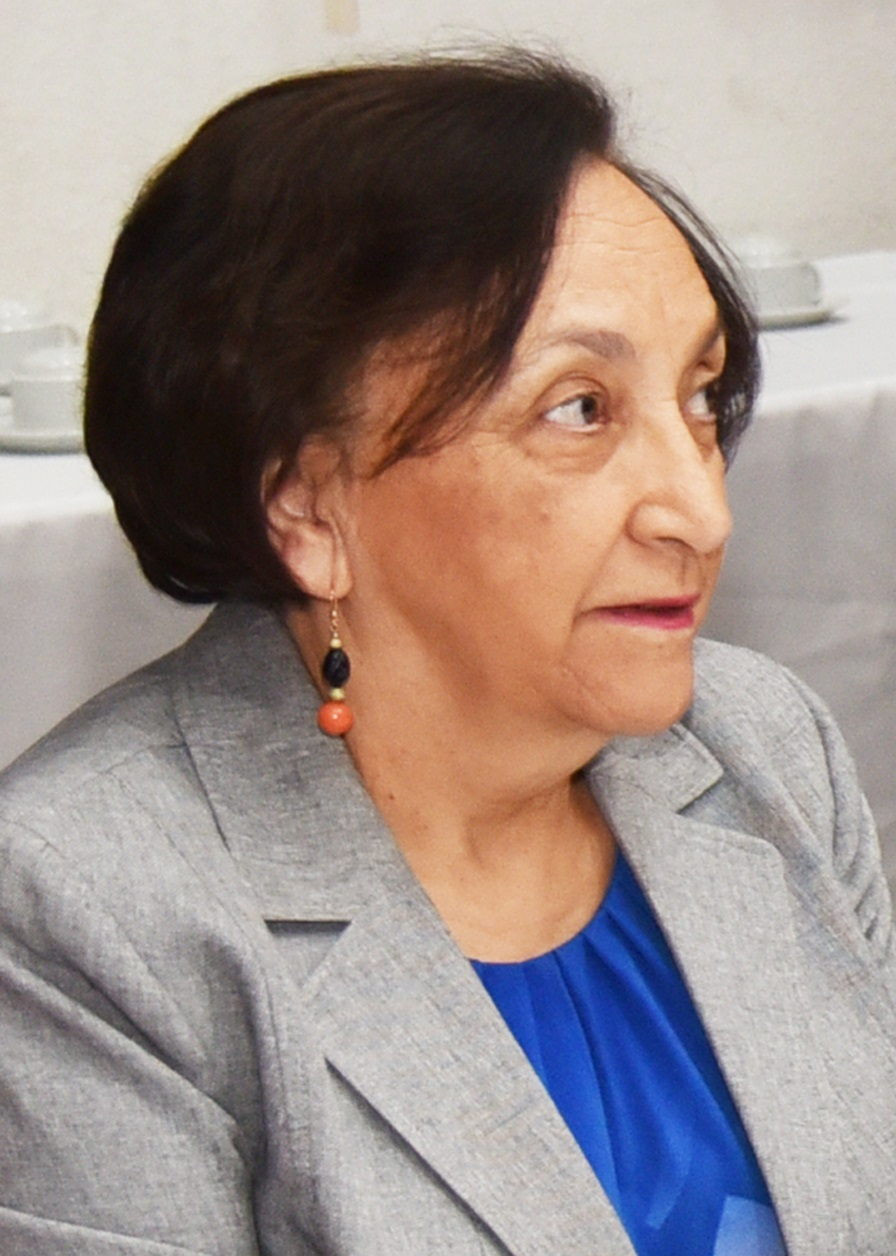
Raquel Zelaya, ministra de Finanzas de 1991-1993
Gabriel Medrano, presidente de la OJ de 2009-2014

## Resultados
| Candidato             | Partido(s)   | 1ª vuelta | 2ª vuelta | 3ª vuelta |
| --------------------- | ------------ | --------- | --------- | --------- |
| Alfonso Fuentes Soria |              | 79        | 71        | 109       |
| Raquel Zelaya         | LIDER        | 59        | 75        | 44        |
| Gabriel Medrano       |              | 51        | retirado  | retirado  |
| Abstenciones          | Abstenciones | 5         | 5         | 5         |
| Total                 | Total        | 153       | 153       | 153       |